# Zollspitze
Zollspitze är en bergstopp i Österrike.   Den ligger i distriktet Lienz och förbundslandet Tyrolen, i den centrala delen av landet. Toppen på Zollspitze är 3 024 meter över havet.
Den högsta punkten i närheten är Grossglockner, 3 798 meter över havet, 3,5 km öster om Zollspitze. Zollspitze ligger på en sidogren av huvudbergskedjan. Närmaste samhälle är Kals am Großglockner, söder om Zollspitze.
Trakten runt Zollspitze består i huvudsak av kala bergstoppar och isformationer.